# Anas Lemrabet
Anas Lemrabet, né le 13 juillet 1993 à Tétouan, est un footballeur international marocain qui joue au poste de défenseur gauche.

## Biographie
Il est sélectionné pour la première fois en équipe du Maroc lors de l'année 2016.

## Palmarès
- Champion du Maroc en 2014 et 2017
- 2 sélections